# Francois Louw
Pour les articles homonymes, voir Louw.

a Compétitions nationales et continentales officielles uniquement.

b Matchs officiels uniquement.
Dernière mise à jour le 21 juin 2020.
Louis-Francois Pickard Louw dit Francois Louw, né le 15 juin 1985 au Cap, est un joueur de rugby à XV international sud-africain qui évolue au poste de troisième ligne aile.

## Biographie

### Origines
Le grand-père de Francois Louw est l'ancien international Jan Pickard et son arrière-grand-père est Theophilus Dönges, ancien  ministre de l'Intérieur (1948-1958) et ministre des finances (1958-1967) d'Afrique du Sud, qui fut élu président de l'État de la République d'Afrique du Sud en 1967 mais victime d'une hémorragie cérébrale ne put prêter serment et exercer ses fonctions. 

### Carrière sportive
Francois Louw honore sa première sélection le 5 juin 2010 contre le pays de Galles. Il fait partie de l'effectif sud-africain sélectionné par Peter de Villiers pour disputer la coupe du monde.

## Palmarès
- Finaliste de la Currie Cup en 2010
- Finaliste du super 14 en 2010
- Vainqueur du Rugby Championship 2019

## Statistiques
Au 19 septembre 2019, Francois Louw  compte 69 sélections sous le maillot des Springboks, inscrivant un total de 45 points, neuf essais. Il a été sélectionné pour la première fois avec les Springboks le 5 juin 2010 contre le pays de Galles.
Il dispute également trois rencontres de Coupe du monde lors de l'édition 2011 et sept lors de l'édition 2015.